# Pompignan (Tarn-et-Garonne)
Pour les articles homonymes, voir Pompignan.
Pompignan, connu sous la Révolution sous le nom de Pompignan-Montagne, est une commune française située dans le sud du département de Tarn-et-Garonne, en région Occitanie.
Sur le plan historique et culturel, la commune est dans le Pays Montalbanais, correspondant à la partie méridionale du Quercy.
Exposée à un climat océanique altéré, elle est drainée par le canal latéral à la Garonne, le ruisseau de Rival, le ruisseau la Margasse et par divers autres petits cours d'eau. La commune possède un patrimoine naturel remarquable : un site Natura 2000 (la « vallée de la Garonne de Muret à Moissac ») et une zone naturelle d'intérêt écologique, faunistique et floristique.
Pompignan est une commune rurale qui compte 1 810 habitants en 2022, après avoir connu une forte hausse de la population depuis 1962. Elle est dans l'agglomération toulousaine et fait partie de l'aire d'attraction de Toulouse. Ses habitants sont appelés les Pompignanais ou  Pompignanaises.

## Géographie
Commune de l'aire d'attraction de Toulouse, située dans l'unité urbaine de Toulouse quelle intègre en 2020, sur la route nationale 20 entre Montauban et Toulouse en Pays Montalbanais, la commune est limitrophe du département de la Haute-Garonne.

### Communes limitrophes
Pompignan est limitrophe de quatre autres communes dont trois dans le département de la Haute-Garonne.
Les communes limitrophes sont  Castelnau-d'Estrétefonds, Fronton, Grisolles et Saint-Rustice.
|                                          |                               | Fronton (Haute-Garonne)                  |
| Grisolles                                | Pompignan                     |                                          |
| Castelnau-d'Estrétefonds (Haute-Garonne) | Saint-Rustice (Haute-Garonne) | Castelnau-d'Estrétefonds (Haute-Garonne) |

### Géologie et relief
La superficie de la commune est de 1 217 hectares ; son altitude varie de 102  à   216 mètres.

### Hydrographie

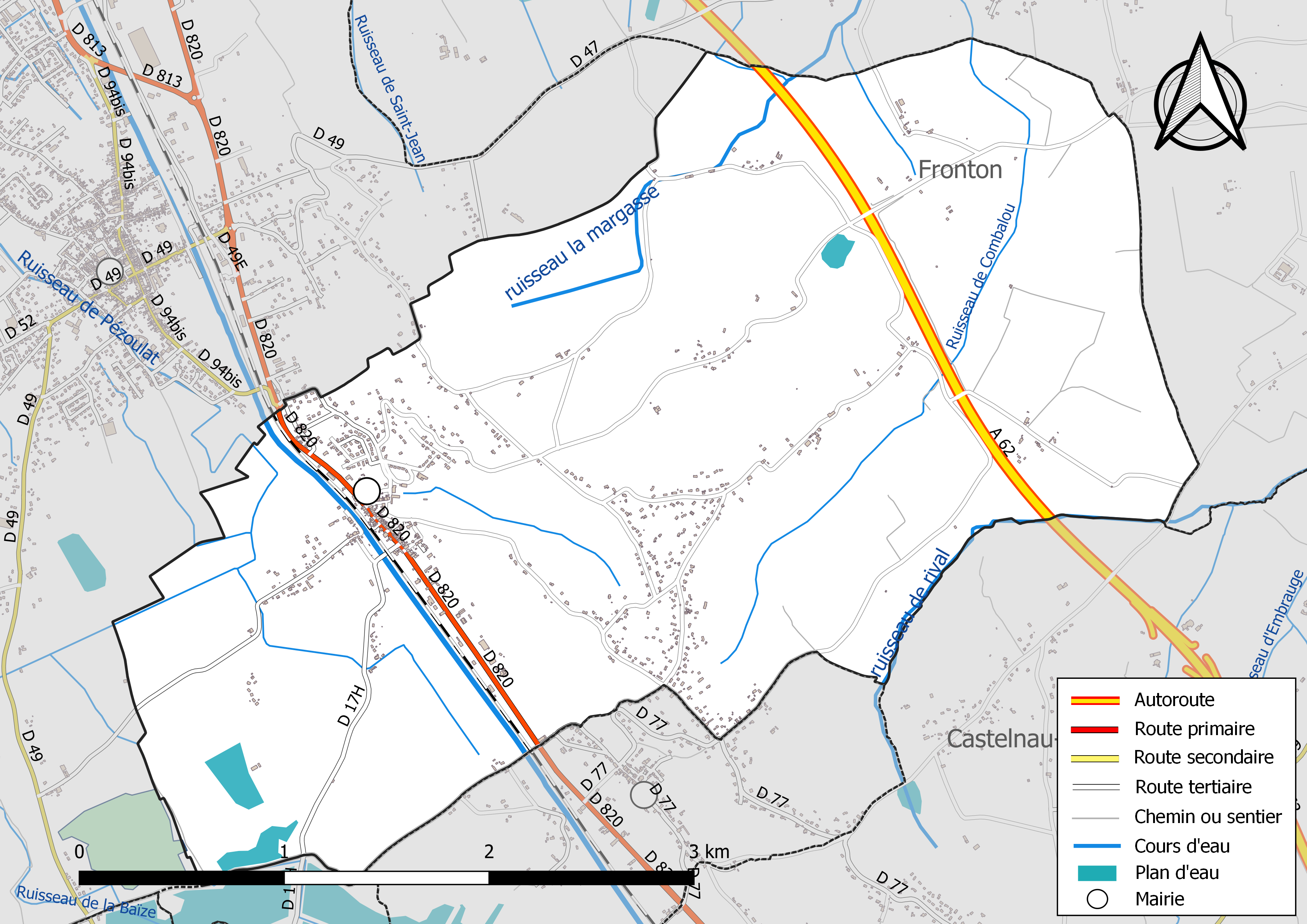
Réseaux hydrographique et routier de Pompignan.

La commune est dans le bassin versant de la Garonne, au sein du bassin hydrographique Adour-Garonne. Elle est drainée par le ruisseau de rival, le ruisseau la margasse, le ruisseau de Combalou et par divers petits cours d'eau, constituant un réseau hydrographique de 14 km de longueur totale,.

### Climat
Pour des articles plus généraux, voir Climat de l'Occitanie et Climat de Tarn-et-Garonne.
En 2010, le climat de la commune est de type climat du Bassin du Sud-Ouest, selon une étude du Centre national de la recherche scientifique s'appuyant sur une série de données couvrant la période 1971-2000. En 2020, Météo-France publie une typologie des climats de la France métropolitaine dans laquelle la commune est exposée à un climat océanique altéré et est dans la région climatique Aquitaine, Gascogne, caractérisée par une pluviométrie abondante au printemps, modérée en automne, un faible ensoleillement au printemps, un été chaud (19,5 °C), des vents faibles, des brouillards fréquents en automne et en hiver et des orages fréquents en été (15 à 20 jours).
Pour la période 1971-2000, la température annuelle moyenne est de 13,1 °C, avec une amplitude thermique annuelle de 16 °C. Le cumul annuel moyen de précipitations est de 761 mm, avec 10 jours de précipitations en janvier et 5,6 jours en juillet. Pour la période 1991-2020, la température moyenne annuelle observée sur la station météorologique de Météo-France la plus proche, « Savenès_man », sur la commune de Savenès à 9 km à vol d'oiseau, est de 13,3 °C et le cumul annuel moyen de précipitations est de 705,4 mm. 
La température maximale relevée sur cette station est de 41 °C, atteinte le 27 juin 2019 ; la température minimale est de −14,5 °C, atteinte le 9 février 2012,,.
Les paramètres climatiques de la commune ont été estimés pour le milieu du siècle (2041-2070) selon différents scénarios d'émission de gaz à effet de serre à partir des nouvelles projections climatiques de référence DRIAS-2020. Ils sont consultables sur un site dédié publié par Météo-France en novembre 2022.

### Milieux naturels et biodiversité

#### Réseau Natura 2000

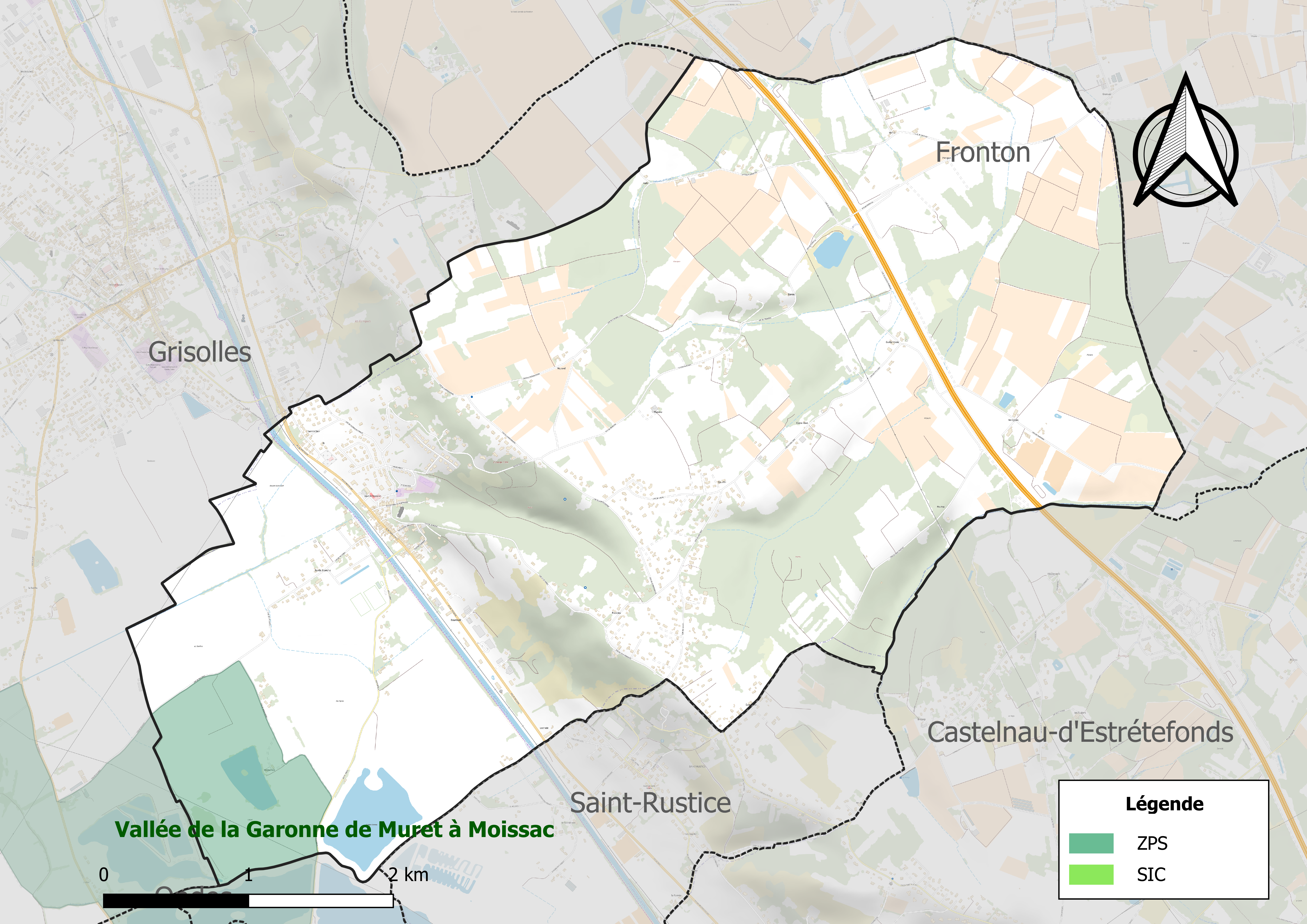
Sites Natura 2000 sur le territoire communal.

Le réseau Natura 2000 est un réseau écologique européen de sites naturels d'intérêt écologique élaboré à partir des directives habitats et oiseaux, constitué de zones spéciales de conservation (ZSC) et de zones de protection spéciale (ZPS).
Un site Natura 2000 a été défini sur la commune au titre  de la directive oiseaux : la « vallée de la Garonne de Muret à Moissac », d'une superficie de 4 493 ha, hébergeant une avifaune bien représentée en diversité, mais en effectifs limités (en particulier, baisse des populations de plusieurs espèces de hérons). Sept espèces de hérons y nichent, dont le héron pourpré, ainsi que le Milan noir (avec des effectifs importants), l'Aigle botté, le Petit gravelot, la Mouette mélanocéphale, la Sterne pierregarin et le Martin-pêcheur.

#### Zones naturelles d'intérêt écologique, faunistique et floristique

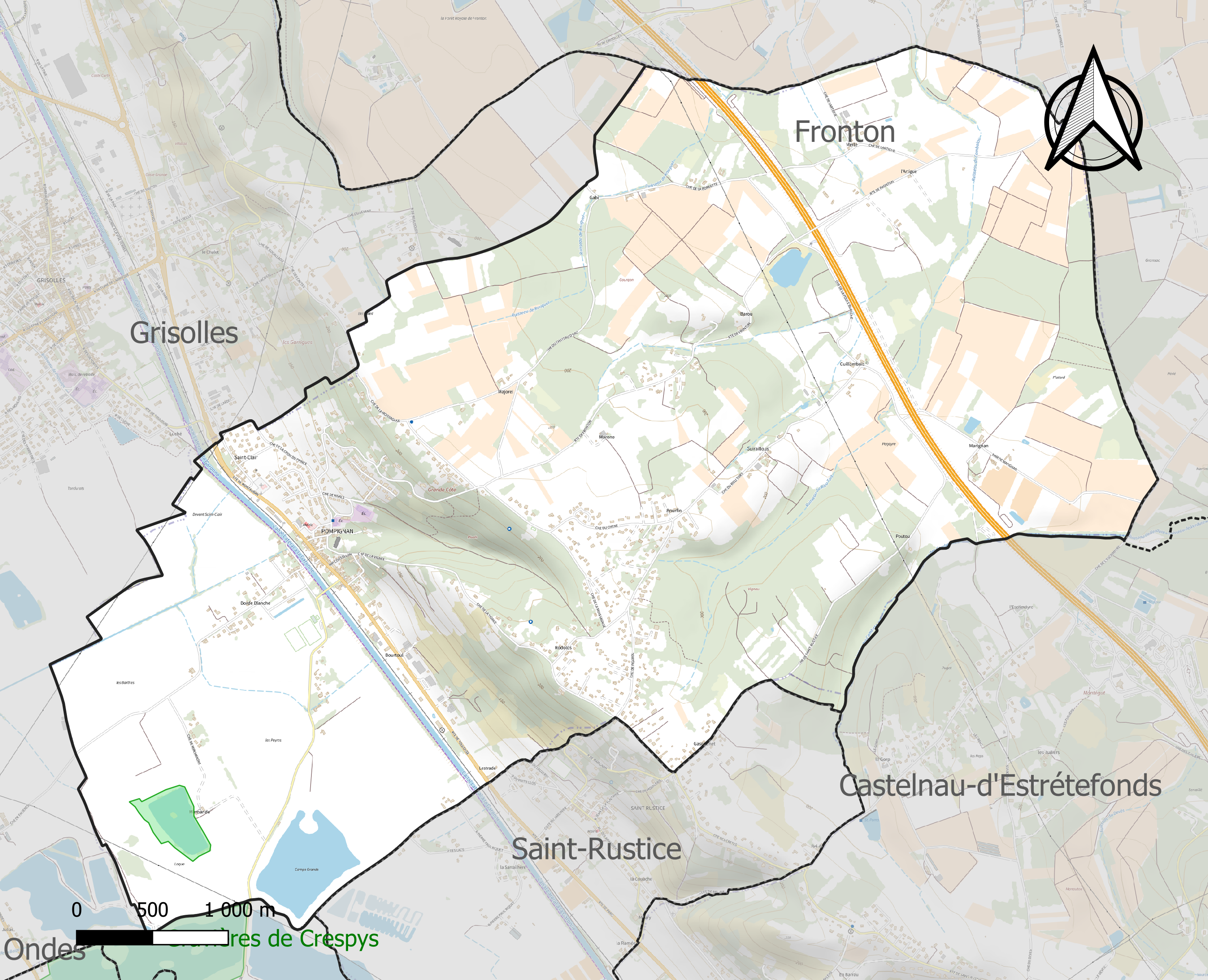
Carte de la ZNIEFF de type 1 localisée sur la commune.

L’inventaire des zones naturelles d'intérêt écologique, faunistique et floristique (ZNIEFF) a pour objectif de réaliser une couverture des zones les plus intéressantes sur le plan écologique, essentiellement dans la perspective d’améliorer la connaissance du patrimoine naturel national et de fournir aux différents décideurs un outil d’aide à la prise en compte de l’environnement dans l’aménagement du territoire.
Une ZNIEFF de type 1 est recensée sur la commune :
les « gravières de Crespys » (48 ha), couvrant 3 communes dont deux dans la Haute-Garonne et une dans le Tarn-et-Garonne.

## Urbanisme

### Typologie
Au 1er janvier 2024, Pompignan est catégorisée bourg rural, selon la nouvelle grille communale de densité à sept niveaux définie par l'Insee en 2022.
Elle appartient à l'unité urbaine de Toulouse, une agglomération inter-départementale regroupant 81  communes, dont elle est une commune de la banlieue,,. Par ailleurs la commune fait partie de l'aire d'attraction de Toulouse, dont elle est une commune de la couronne,. Cette aire, qui regroupe 527 communes, est catégorisée dans les aires de 700 000 habitants ou plus (hors Paris),.

### Occupation des sols
L'occupation des sols de la commune, telle qu'elle ressort de la base de données européenne d’occupation biophysique des sols Corine Land Cover (CLC), est marquée par l'importance des territoires agricoles (64,8 % en 2018), en diminution par rapport à 1990 (74,5 %). La répartition détaillée en 2018 est la suivante : 
cultures permanentes (34,9 %), forêts (21,9 %), terres arables (16,7 %), zones urbanisées (11,5 %), zones agricoles hétérogènes (11,2 %), prairies (2,1 %), eaux continentales (1,7 %). L'évolution de l’occupation des sols de la commune et de ses infrastructures peut être observée sur les différentes représentations cartographiques du territoire : la carte de Cassini (XVIIIe siècle), la carte d'état-major (1820-1866) et les cartes ou photos aériennes de l'IGN pour la période actuelle (1950 à aujourd'hui).

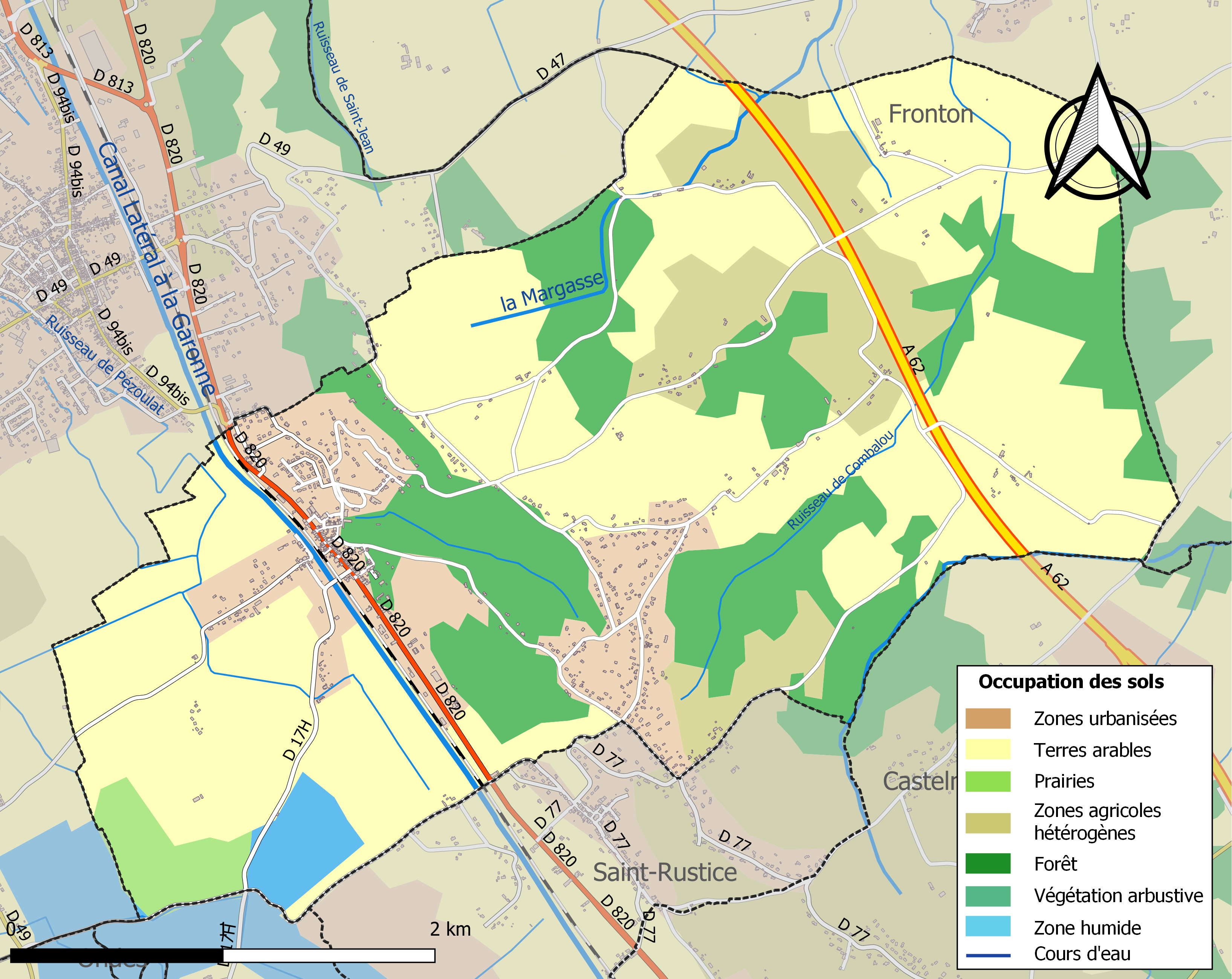
Carte des infrastructures et de l'occupation des sols de la commune en 2018 (CLC).

### Voies de communication et transports
Accès par la route nationale 20.
La ligne 377 du Réseau liO Arc-en-Ciel relie la commune à la gare routière de Toulouse depuis Grisolles, et la ligne 849 du réseau liO relie la commune à Toulouse et à Montauban.

### Risques majeurs
Le territoire de la commune de Pompignan est vulnérable à différents aléas naturels : météorologiques (tempête, orage, neige, grand froid, canicule ou sécheresse), inondations, mouvements de terrains et séisme (sismicité très faible). Il est également exposé à deux risques technologiques,  le transport de matières dangereuses et la rupture d'un barrage. Un site publié par le BRGM permet d'évaluer simplement et rapidement les risques d'un bien localisé soit par son adresse soit par le numéro de sa parcelle.

#### Risques naturels
Certaines parties du territoire communal sont susceptibles d’être affectées par le risque d’inondation par débordement de cours d'eau, notamment le canal latéral à la Garonne, le ruisseau de Rival et le ruisseau la Margasse. La cartographie des zones inondables en ex-Midi-Pyrénées réalisée dans le cadre du XIe Contrat de plan État-région, visant à informer les citoyens et les décideurs sur le risque d’inondation, est accessible sur le site de la DREAL Occitanie. La commune a été reconnue en état de catastrophe naturelle au titre des dommages causés par les inondations et coulées de boue survenues en 1982, 1993 et 1999,.
Pompignan est exposée au risque de feu de forêt. Le département de Tarn-et-Garonne présentant toutefois globalement un niveau d’aléa moyen à faible très localisé, aucun Plan départemental de protection des forêts contre les risques d’incendie de forêt (PFCIF) n'a été élaboré. Le débroussaillement aux abords des maisons constitue l’une des meilleures protections pour les particuliers contre le feu,.

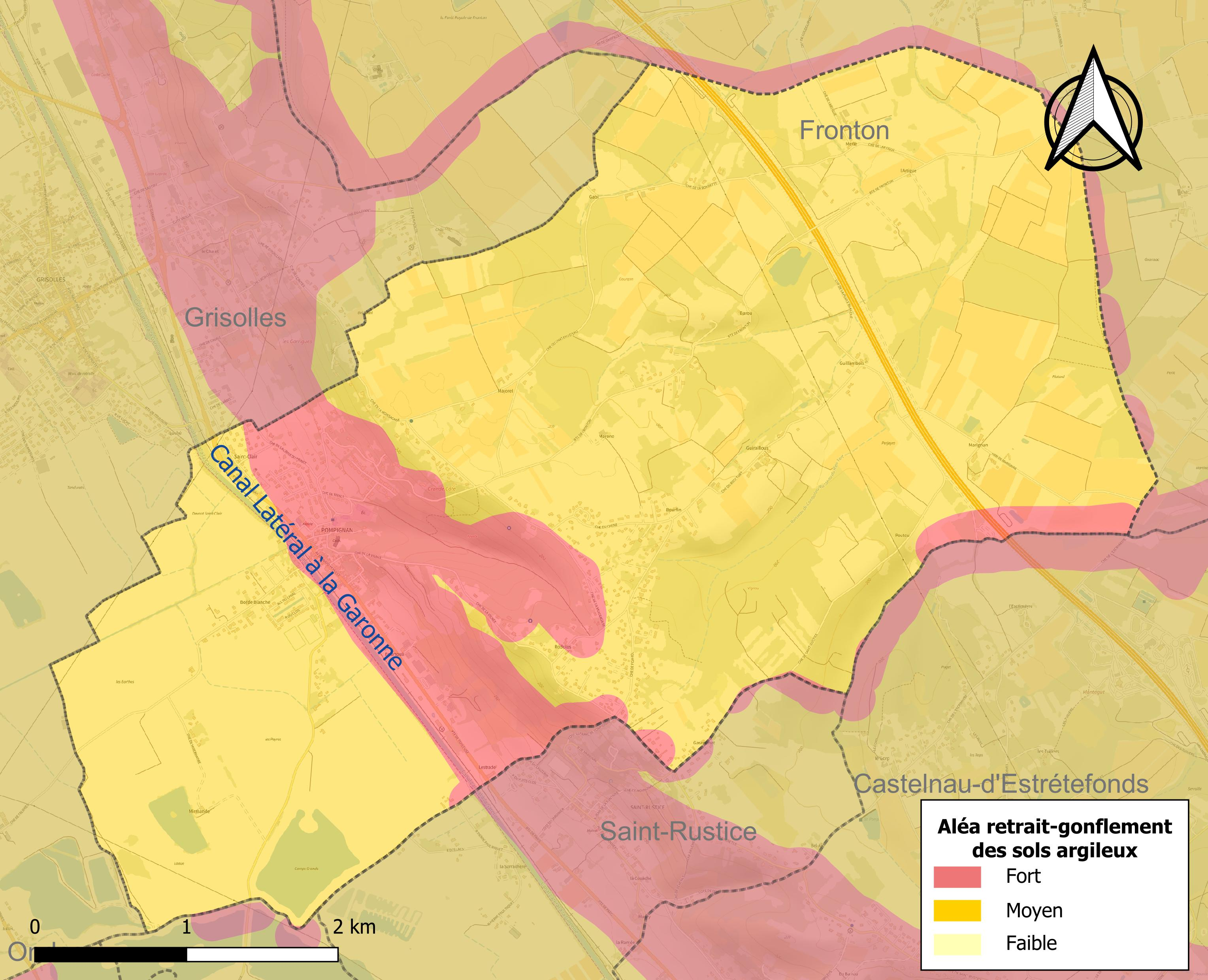
Carte des zones d'aléa retrait-gonflement des sols argileux de Pompignan.

Les mouvements de terrains susceptibles de se produire sur la commune sont des tassements différentiels.
Le retrait-gonflement des sols argileux est susceptible d'engendrer des dommages importants aux bâtiments en cas d’alternance de périodes de sécheresse et de pluie. La totalité de la commune est en aléa moyen ou fort (92 % au niveau départemental et 48,5 % au niveau national). Sur les 552 bâtiments dénombrés sur la commune en 2019, 552 sont en aléa moyen ou fort, soit 100 %, à comparer aux 96 % au niveau départemental et 54 % au niveau national. Une cartographie de l'exposition du territoire national au retrait gonflement des sols argileux est disponible sur le site du BRGM,.
Par ailleurs, afin de mieux appréhender le risque d’affaissement de terrain, l'inventaire national des cavités souterraines permet de localiser celles situées sur la commune.
Concernant les mouvements de terrains, la commune a été reconnue en état de catastrophe naturelle au titre des dommages causés par la sécheresse en 1989, 1991, 1992, 1998, 2002, 2003, 2011 et 2016 et par des mouvements de terrain en 1999.

#### Risques technologiques
Le risque de transport de matières dangereuses sur la commune est lié à sa traversée par des infrastructures routières ou ferroviaires importantes ou la présence d'une canalisation de transport d'hydrocarbures. Un accident se produisant sur de telles infrastructures est susceptible d’avoir des effets graves sur les biens, les personnes ou l'environnement, selon la nature du matériau transporté. Des dispositions d’urbanisme peuvent être préconisées en conséquence.
La commune est en outre située en aval barrage de la Ganguise, un ouvrage de classe A situé dans le département de l'Aude sur la rivière Hers-Mort et disposant d'une retenue de 44,6 millions de mètres cubes. À ce titre elle est susceptible d’être touchée par l’onde de submersion consécutive à la rupture d'un de ces ouvrages.

## Toponymie
Durant la Révolution, la commune porte les noms de Pommontagu et de Pompignan-Montagne.
Ses habitants sont appelés les Pompignanais.

## Héraldique
| Blason de Pompignan | Blason  | D'azur à un chevalier brandissant une épée, monté sur un cheval galopant, le tout d'argent. |
| Blason de Pompignan | Détails | Le statut officiel du blason reste à déterminer.                                            |

## Politique et administration

### Administration municipale
Le nombre d'habitants au recensement de 2011 étant compris entre 500 et 1 499 habitants, le nombre de membres du conseil municipal pour l'élection de 2014 est de quinze,.

### Rattachements administratifs et électoraux
Commune faisant partie de la communauté de communes du Terroir Grisolles Villebrumier et du canton de Verdun-sur-Garonne (avant le redécoupage départemental de 2014, Pompignan faisait partie de l'ex-canton de Grisolles).

### Liste des maires
| Période                                  | Période  | Identité     | Étiquette | Qualité                              |
| ---------------------------------------- | -------- | ------------ | --------- | ------------------------------------ |
| Les données manquantes sont à compléter. |          |              |           |                                      |
| mars 2001                                | En cours | Alain Belloc | DVG       | Conseiller départemental depuis 2021 |

## Population et société

### Démographie
| 1793 | 1800 | 1806 | 1821 | 1831 | 1836 | 1841 | 1846 | 1851 |
| ---- | ---- | ---- | ---- | ---- | ---- | ---- | ---- | ---- |
| 349  | 678  | 625  | 695  | 729  | 689  | 701  | 693  | 652  |

| 1856 | 1861 | 1866 | 1872 | 1876 | 1881 | 1886 | 1891 | 1896 |
| ---- | ---- | ---- | ---- | ---- | ---- | ---- | ---- | ---- |
| 686  | 693  | 718  | 650  | 640  | 595  | 630  | 551  | 571  |

| 1901 | 1906 | 1911 | 1921 | 1926 | 1931 | 1936 | 1946 | 1954 |
| ---- | ---- | ---- | ---- | ---- | ---- | ---- | ---- | ---- |
| 543  | 523  | 508  | 410  | 394  | 395  | 387  | 399  | 425  |

| 1962 | 1968 | 1975 | 1982 | 1990 | 1999  | 2006  | 2011  | 2016  |
| ---- | ---- | ---- | ---- | ---- | ----- | ----- | ----- | ----- |
| 439  | 509  | 558  | 731  | 864  | 1 012 | 1 277 | 1 410 | 1 453 |

| 2021  | 2022  | - | - | - | - | - | - | - |
| ----- | ----- | - | - | - | - | - | - | - |
| 1 721 | 1 810 | - | - | - | - | - | - | - |

### Enseignement
Pompignan fait partie de l'académie de Toulouse.
L'éducation est assurée sur la commune par une école primaire.

### Santé
Médecins, cabinet dentaire, cabinet de podologie, cabinet infirmier.

### Culture et festivité
Danse, arts plastiques,

### Sports
Football, pétanque,

## Économie

### Revenus
En 2018, la commune compte 566 ménages fiscaux, regroupant 1 493 personnes. La médiane du revenu disponible par unité de consommation est de 23 920 € (20 140 € dans le département).

### Emploi
|                | 2008  | 2013   | 2018   |
| -------------- | ----- | ------ | ------ |
| Commune        | 7,4 % | 6,8 %  | 7,8 %  |
| Département    | 8,4 % | 10,2 % | 10,3 % |
| France entière | 8,3 % | 10 %   | 10 %   |

En 2018, la population âgée de 15 à 64 ans s'élève à 940 personnes, parmi lesquelles on compte 79,9 % d'actifs (72,2 % ayant un emploi et 7,8 % de chômeurs) et 20,1 % d'inactifs,. Depuis 2008, le taux de chômage communal (au sens du recensement) des 15-64 ans est inférieur à celui de la France et du département.
La commune fait partie de la couronne de l'aire d'attraction de Toulouse, du fait qu'au moins 15 % des actifs travaillent dans le pôle,. Elle compte 188 emplois en 2018, contre 165 en 2013 et 158 en 2008. Le nombre d'actifs ayant un emploi résidant dans la commune est de 684, soit un indicateur de concentration d'emploi de 27,5 % et un taux d'activité parmi les 15 ans ou plus de 66,2 %.
Sur ces 684 actifs de 15 ans ou plus ayant un emploi, 94 travaillent dans la commune, soit 14 % des habitants. Pour se rendre au travail, 88,6 % des habitants utilisent un véhicule personnel ou de fonction à quatre roues, 4,5 % les transports en commun, 3 % s'y rendent en deux-roues, à vélo ou à pied et 3,9 % n'ont pas besoin de transport (travail au domicile).

### Activités hors agriculture

#### Secteurs d'activités
104 établissements sont implantés  à Pompignan au 31 décembre 2019. Le tableau ci-dessous en détaille le nombre par secteur d'activité et compare les ratios avec ceux du département,.
| Secteur d'activité                                                                                        | Commune | Commune | Département |
| Secteur d'activité                                                                                        | Nombre  | %       | %           |
| --- | ------- | ------- | ----------- |
| Ensemble                                                                                                  | 104     | 100 %   | (100 %)     |
| Industrie manufacturière, industries extractives et autres                                                | 6       | 5,8 %   | (9,6 %)     |
| Construction                                                                                              | 19      | 18,3 %  | (14,9 %)    |
| Commerce de gros et de détail, transports, hébergement et restauration                                    | 32      | 30,8 %  | (29,7 %)    |
| Information et communication                                                                              | 3       | 2,9 %   | (1,9 %)     |
| Activités financières et d'assurance                                                                      | 3       | 2,9 %   | (3,4 %)     |
| Activités immobilières                                                                                    | 5       | 4,8 %   | (3,3 %)     |
| Activités spécialisées, scientifiques et techniques et activités de services administratifs et de soutien | 17      | 16,3 %  | (14,1 %)    |
| Administration publique, enseignement, santé humaine et action sociale                                    | 10      | 9,6 %   | (13,6 %)    |
| Autres activités de services                                                                              | 9       | 8,7 %   | (9,3 %)     |

Le secteur du commerce de gros et de détail, des transports, de l'hébergement et de la restauration est prépondérant sur la commune puisqu'il représente 30,8 % du nombre total d'établissements de la commune (32 sur les 104 entreprises implantées  à Pompignan), contre 29,7 % au niveau départemental.

#### Entreprises et commerces
Les quatre entreprises ayant leur siège social sur le territoire communal qui génèrent le plus de chiffre d'affaires en 2020 sont : 
- Loccas'pro, commerce de gros (commerce interentreprises) de fournitures et équipements divers pour le commerce et les services (1 517 k€)
- SARL Lili Rose, commerce de gros (commerce interentreprises) de boissons (121 k€)
- Equilivie, activités de santé humaine non classées ailleurs (42 k€)
- SARL Ritay, location de logements (26 k€)

### Agriculture
La commune est dans le Lauragais, une petite région agricole située dans le sud-est du département de Tarn-et-Garonne. En 2020, l'orientation technico-économique de l'agriculture  sur la commune est la viticulture. 
|               | 1988 | 2000 | 2010 | 2020 |
| ------------- | ---- | ---- | ---- | ---- |
| Exploitations | 22   | 17   | 13   | 11   |
| SAU (ha)      | 573  | 649  | 566  | 401  |

Le nombre d'exploitations agricoles en activité et ayant leur siège dans la commune est passé de 22 lors du recensement agricole de 1988  à 17 en 2000 puis à 13 en 2010 et enfin à 11 en 2020, soit une baisse de 50 % en 32 ans. Le même mouvement est observé à l'échelle du département qui a perdu pendant cette période 57 % de ses exploitations,. La surface agricole utilisée sur la commune a également diminué, passant de 573 ha en 1988 à 401 ha en 2020. Parallèlement la surface agricole utilisée moyenne par exploitation a augmenté, passant de 26 à 36 ha.

## Culture locale et patrimoine

### Lieux et monuments
- Château des marquis de Pompignan inscrit aux monuments historiques le 16 février 1951[46],[47]. Le château a appartenu au XVIIIe siècle à l'homme de lettres Jean-Jacques Lefranc de Pompignan. Dans le parc, à l'arrière du château, se trouvait un parc à fabriques dont il reste quelques vestiges d'éléments d'architecture (tombe gauloise, tombeau égyptien, tombeau antique, colonne).
- Église Saint-Grégoire de Pompignan. L'édifice est référencé dans la base Mérimée et à l'Inventaire général Région Occitanie[48]. Plusieurs objets sont référencés dans la base Palissy (voir les notices liées)[48]. Sa construction a commencé en 1844. Sa bénédiction de consécration a été donnée par Mgr Jean-Marie Doney, évêque de Montauban, le 12 juin 1848. La voûte de la nef et la flèche du clocher n'ont été terminées qu'en 1893. Le 20 avril 1991, lors d’un concert de musique classique, le toit de l’église s’est effondré, faisant plusieurs morts. Une plaque commémorative est placée à l'entrée de l'église.
- La chapelle Saint-Clair de Saint-Clair.
- Le Lavoir Napoléon III

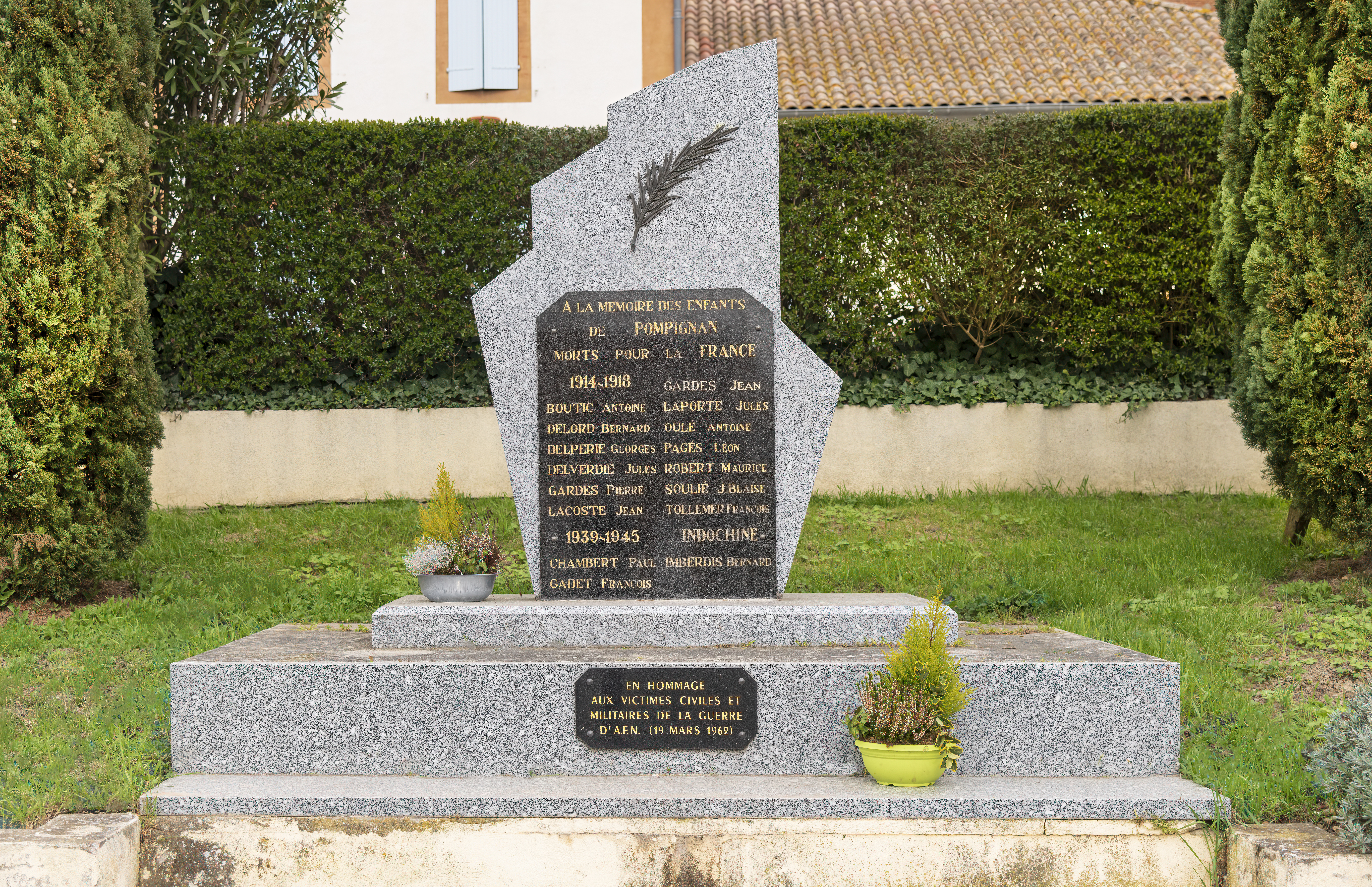
Le Monument aux morts
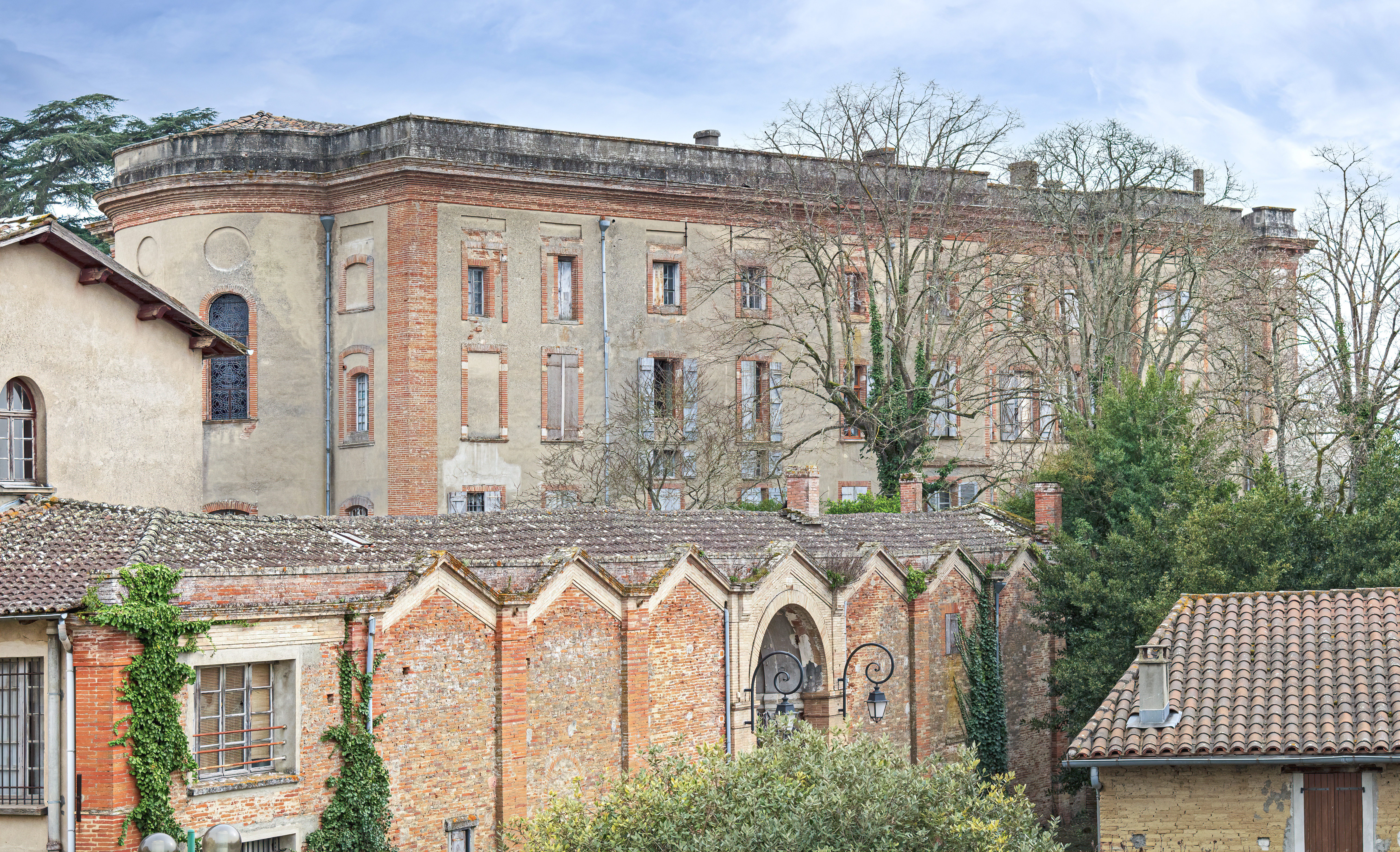
Le château des marquis de Pompignan
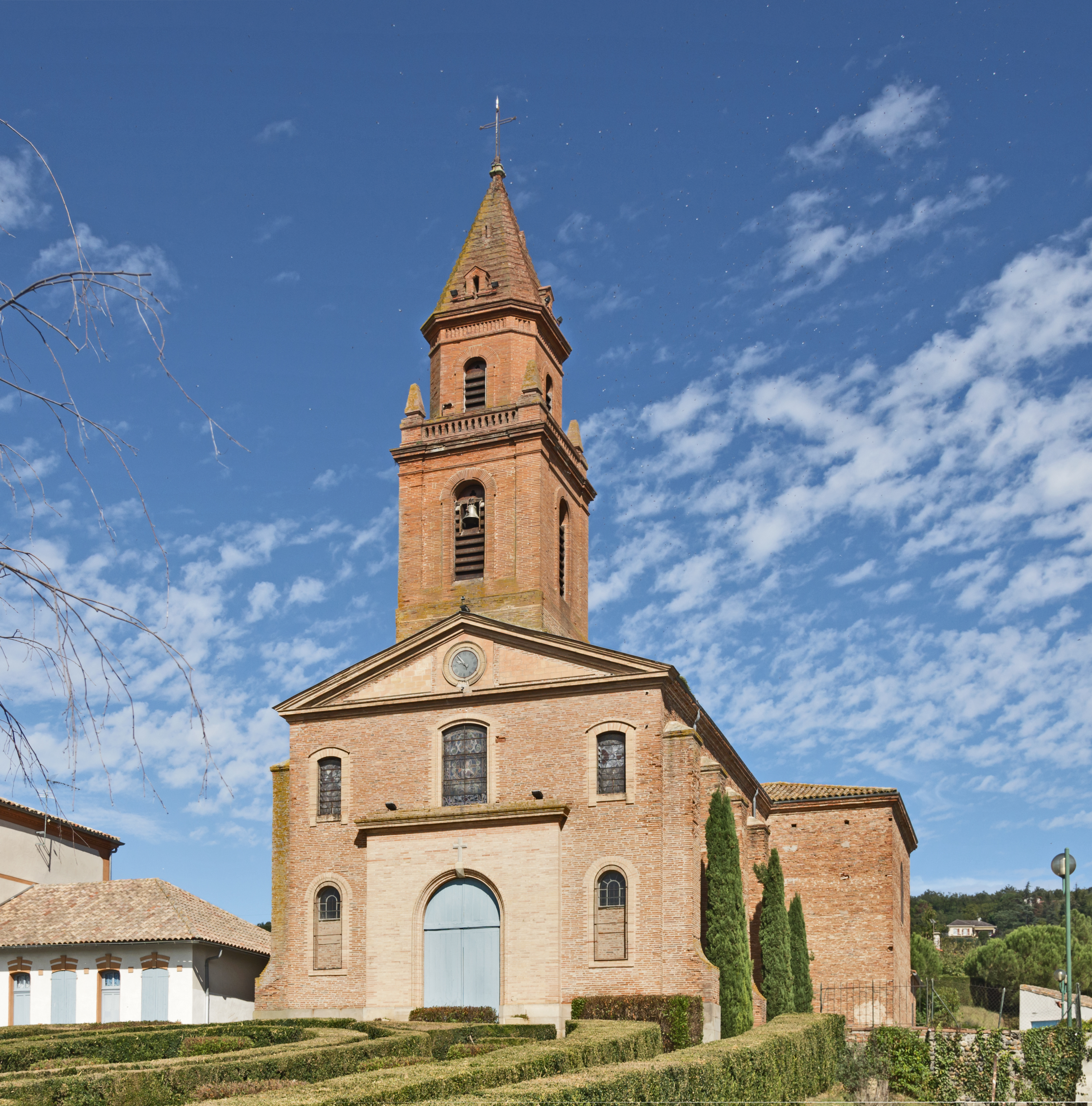
Église Saint-Grégoire - la façade.
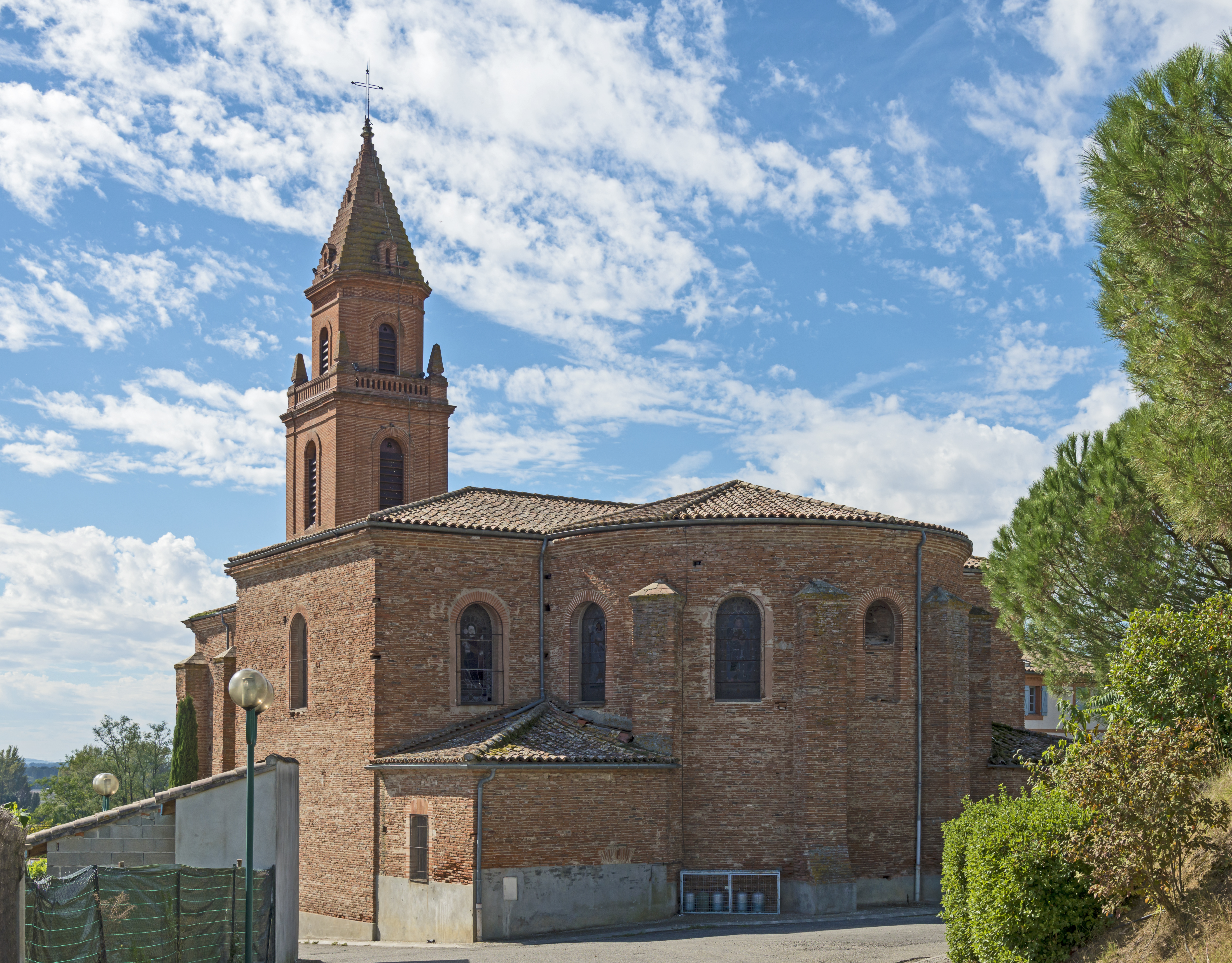
Église Saint-Grégoire - abside.
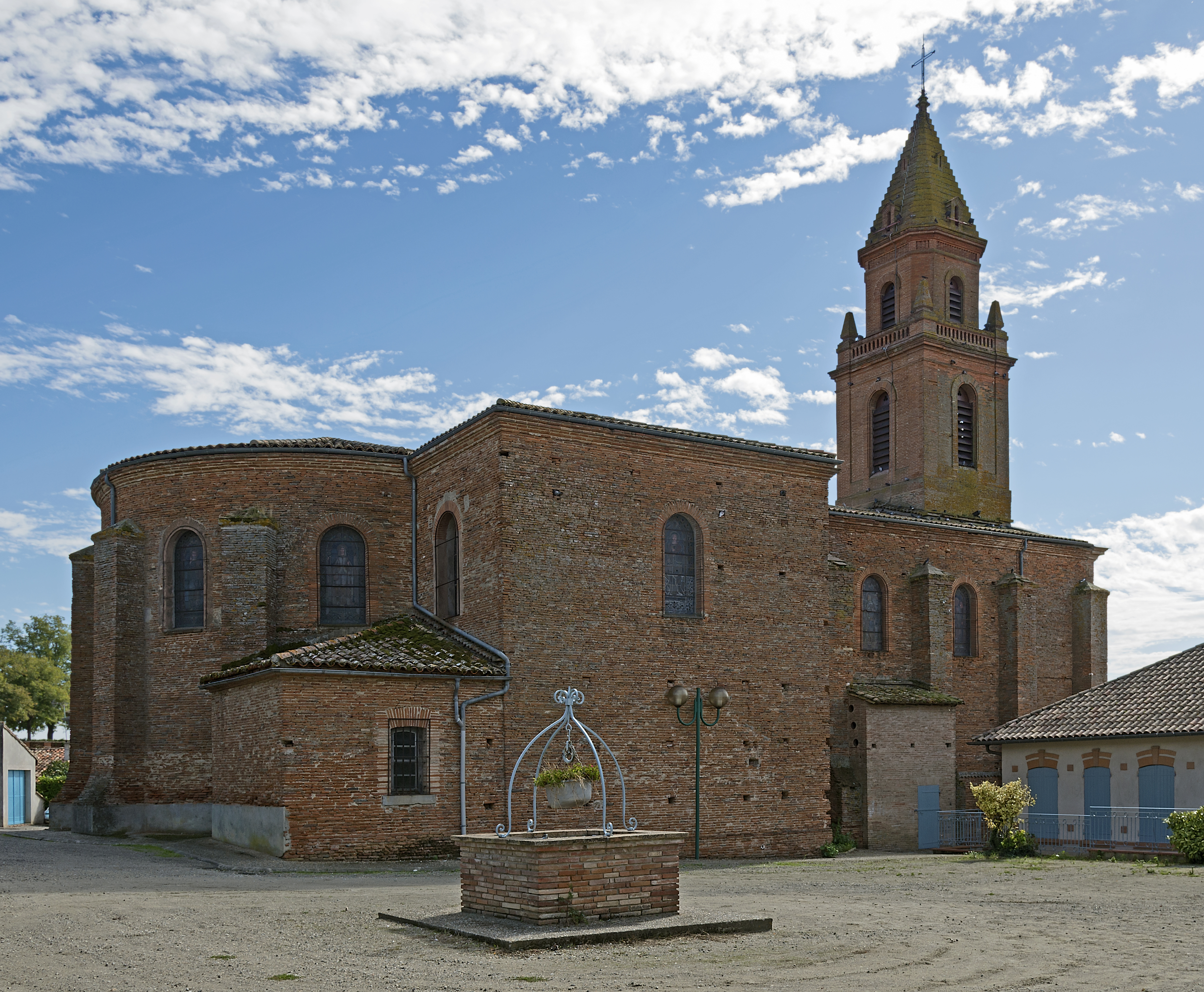
Vue vers le sud.
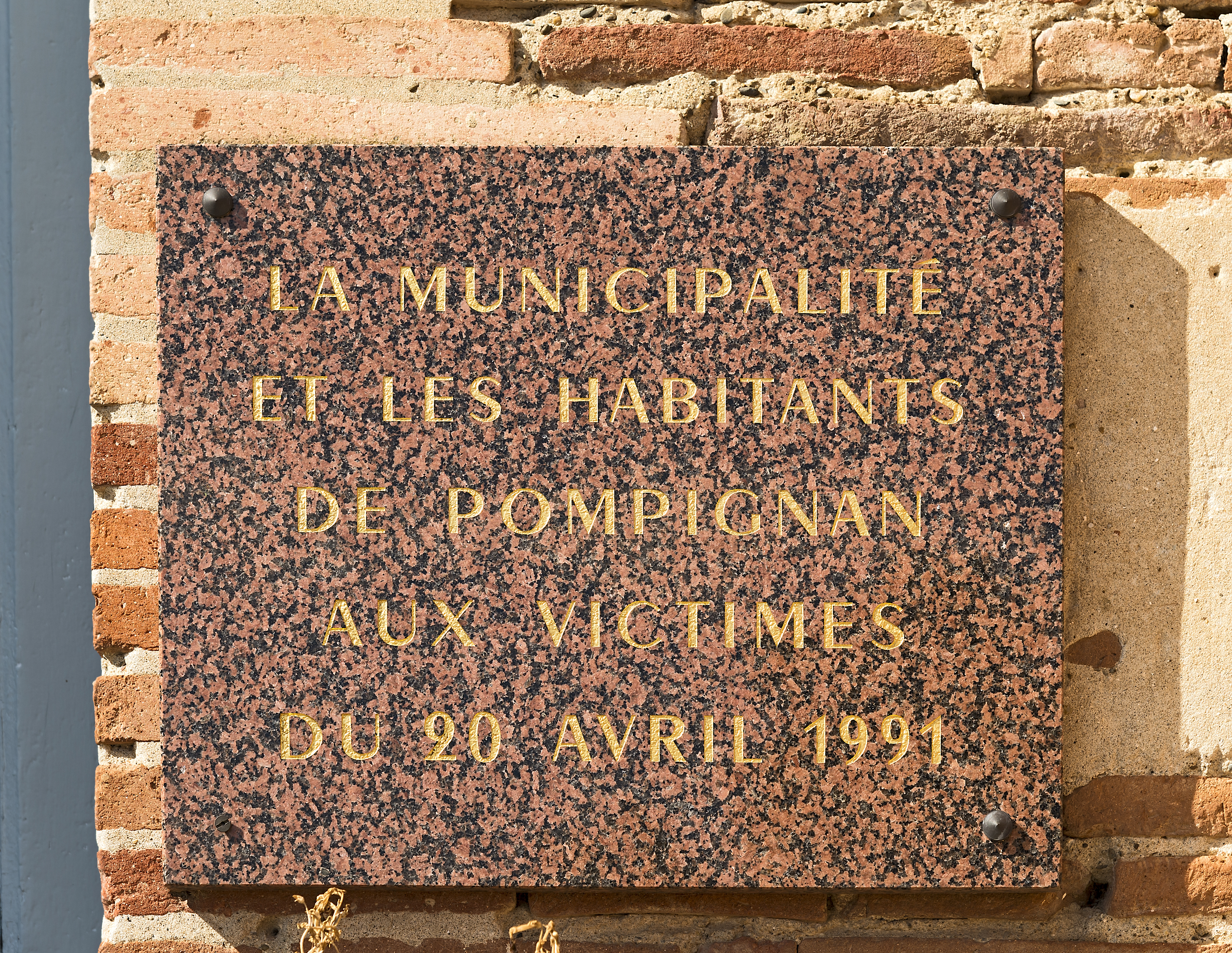
Plaque commémorative du 20 avril 1991.
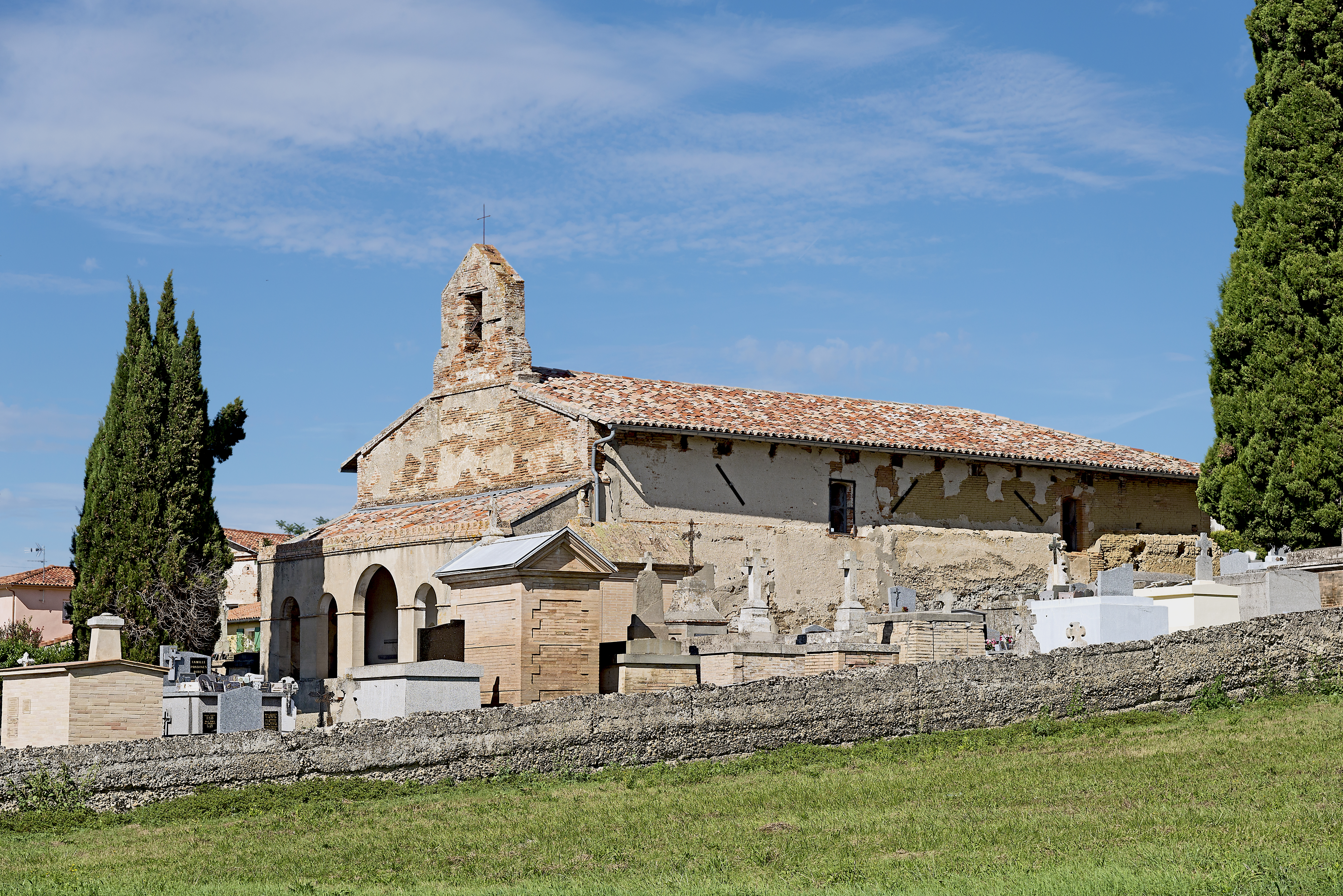
La chapelle Saint-Clair.
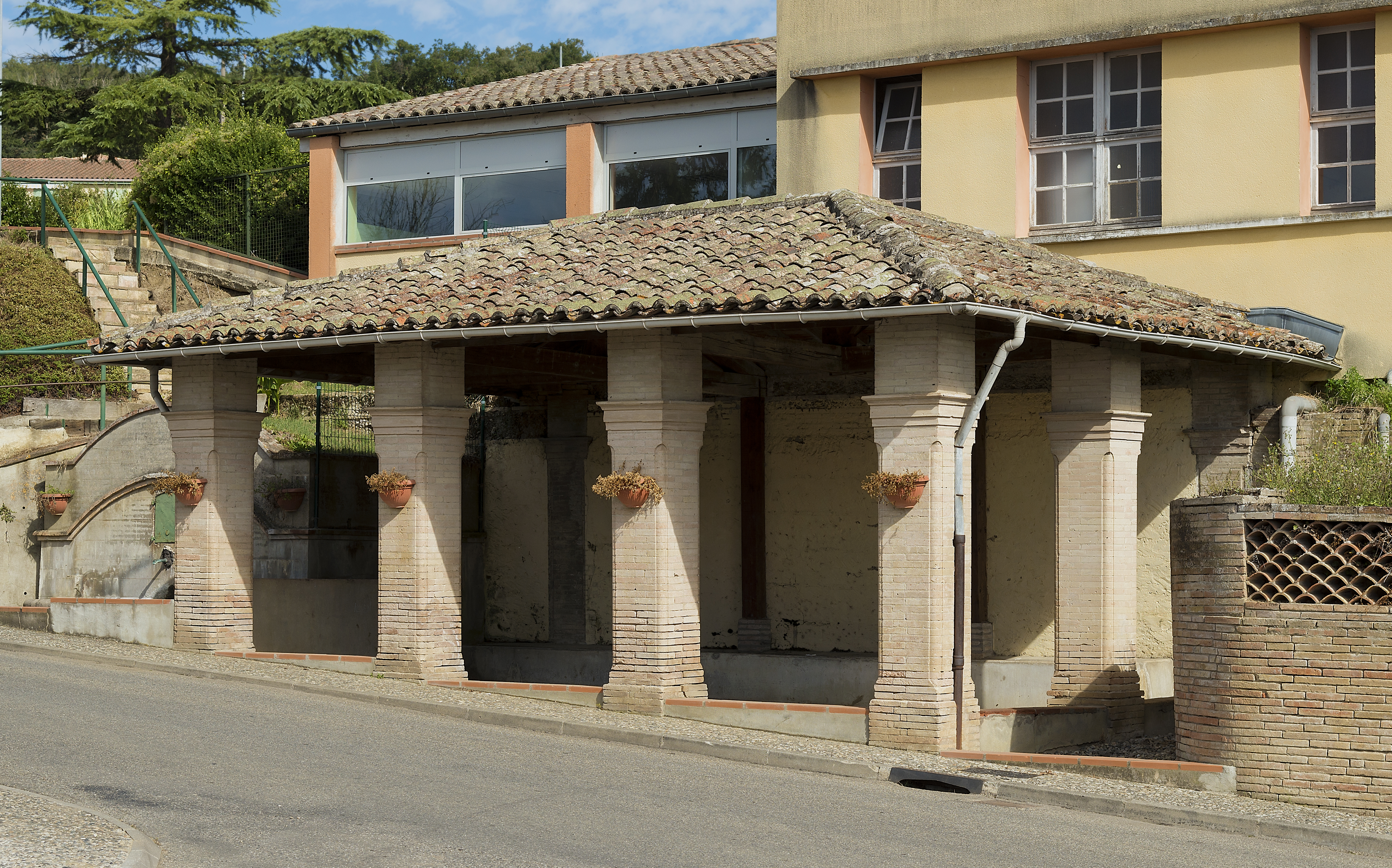
Le lavoir.

### Personnalités liées à la commune
- Jean-Jacques Lefranc de Pompignan (1709-1784).
- Léon Soulié (1804 ou 1807-1862), peintre, est né dans cette ville.
- Dick Rivers y possède un ranch.

## Pour approfondir